# Jan Olsson (futebolista nascido em 1942)
Jan Olof Olsson (30 de março de 1942) é um ex-futebolista sueco que atuava como zagueiro. Jogou grande parte de sua carreira no Åtvidabergs FF.

## Carreira
Olsson competiu na Copa do Mundo FIFA de 1974, sediada na Alemanha Ocidental, na qual a seleção de seu país terminou na quinta colocação dentre os 16 participantes.